# Reprezentacja Islandii w koszykówce kobiet
Reprezentacja Islandii w koszykówce kobiet – drużyna, która reprezentuje Islandię w koszykówce kobiet. Za jej funkcjonowanie odpowiedzialny jest Islandzki Związek Koszykówki.